# Клина (река)
Клина је река у јужној Србији која припада Јадранском сливу, а површина њеног слива износи 393 km². Извире на Сувој планини и свој 62 km дугачак ток завршава као лева притока Белог Дрима. Већа места на њеним обалама су Србица и Клина, подигнута на њеном ушћу.

## Ток реке
Река Клина извире на североисточним падинама Суве планине, јужно језера Газиводе и Зубиног Потока, испод врха Рудопоље, на Косову. Њен ток је у почетку веома кривуда и креће се ка истоку (од Калдуре), па ка југу (од Јабуке), затим поново ка истоку (од Црепуље) и онда ка југоистоку (од Горњег Стрмца). Протиче поред средњовековне тврђаве Перковца и Горње Клине, затим протиче кроз Србицу, да би код села Лауша и манастира Девич, њен ток кренуо према југозападу и она у том делу представља северну границу Дренице. Њена највећа притока, река Мове, улива се у њу између села Тушиље и Овчарево.
Код Добре Воде, испод остатака средњовековног манастира, ток реке се нагло окреће ка западу и она улази у Метохију, а њен ток прати пруга Приштина-Пећ. После проласка кроз село Подграђе и поред рушевина Јеринине куле, за коју неки сматрају да је прва престоница Србије Достиника, река се улази у градић Клину и на њеном западном крају се улива у Бели Дрим.